# Параскева Николау
Параскева или Парашкева Николау (на гръцки: Παρασκευάς Νικολάου) е търговец и благодетел.

## Биография
Роден е във Варна. По произход е гагаузин. Баща му Никола развива търговски връзки с Цариград и Одеса. Подпомага Филики етерия. След като завършва образованието си е въведен от баща си в търговията. Живее и работи в Одеса. Успява да натрупа значително богатство и става крупен търговец. Удостоен е за почетен гражданин на Одеса.
Дарява 50 000 сребърни рубли за построяването на църквата „Свети Николай“ във Варна. Изпълнението на завещанието започва през 1859 г., строителят е варненският майстор Янко Костанди.
Най-големият му благотворителен проект е построяването на първата дарителска болница в България. Той завещава 25 000 сребърни рубли за построяването на дом от 12 стаи за лечение на болни, сирачета, и възрастни. Годишната лихва от 80 000 рубли се заделят за нейната издръжка. По негово настояване в двора на болницата се засаждат черничеви дървета за изхранване на копринени буби с търговска цел, а спечелените средства се използват за поддръжка на лечебницата. Болницата е открита през 1869 г. в деня на Свети Илия, на който е именуван параклисът в двора. Болницата разполагала с 18 легла, 8 души персонал и един свещеник. На 8 ноември 1869 г. са приети първите пациенти. Според чл. 19 от завещанието на Параскева Николау един от роднините му се избира за трети настоятел на болницата. Настоятелството представя списък с роднини с цел да бъде публично известен, допълван или коригиран от гражданите.
Параскева Николау умира през 1870 г. в Одеса.